# Forsebia flavofasciata
Forsebia flavofasciata là một loài bướm đêm trong họ Erebidae.